# Salvatore Serra
Salvatore Serra (Pagani, 1949 – Ascoli Piceno, 1 o 23 novembre 1981) è stato un mafioso italiano, membro della camorra.

## Biografia
Salvatore Serra, detto "Cartuccia", era un boss di Pagani, affiliato alla Nuova Famiglia, che si opponeva alla NCO, nonché capozona a Pagani e influente anche in altri comuni dell'Agro Nocerino-Sarnese, come Angri, Nocera Inferiore e Scafati. Al suo clan apparteneva anche Giuseppe Olivieri, soprannominato  Peppe Saccone, suo braccio destro, il quale ne erediterà, poi, il ruolo di capo dell'organizzazione. 
La carriera criminale di "Cartuccia" iniziò presto: all'età di soli 15 anni, doveva già rispondere di ben 4 tentati omicidi. Dopo non molto divenne un boss dell'Agro Nocerino-Sarnese. Nel 1972, Cartuccia viene coinvolto in un conflitto a fuoco con Valentino Sessa, all'epoca il boss più temuto dell'Agro Nocerino-Sarnese e, sempre nello stesso anno, sfida a pistolettate Arturo Avallone, vecchio boss paganese, che stava intrattenendosi assieme ad alcuni suoi accoliti: è questo l'evento che lo consacra leader della malavita locale. Poco dopo, Serra si guadagnerà il "titolo" di luogotenente della Nuova Famiglia. Nemico giurato: Salvatore Di Maio (Tore o' Guaglione), boss nocerino, compare di sangue del figlio di Raffaele Cutolo, Roberto Cutolo. Di Maio controllava la zona di Nocera Inferiore per conto del Professore di Ottaviano e, in passato, era stato un alleato di 'Cartuccia'. La guerra con Di Maio e i suoi sodali si rivelò una carneficina e costrinse Serra a darsi alla macchia. 'Curtuccia' fu catturato nel febbraio del 1980.

## La misteriosa morte
Rinchiuso nel supercarcere di Ascoli Piceno, dove erano presenti numerosi detenuti di sponda cutoliana, Salvatore Serra si impiccò nel gabinetto dell'infermeria del carcere, probabilmente per sfuggire ad una fine terribile, come quella toccata al gangster milanese Francis Turatello e al boss di Boscotrecase Antonio Vangone. Pasquale Barra, inesorabile killer di Cutolo, dichiarò ai giudici, nel corso di una udienza avvenuta nel 1985, che se Serra non si fosse suicidato lo avrebbe sicuramente ucciso lui. Serra aveva fatto gambizzare il figlio di Barra per vendicare l'accoltellamento che Lucio Grimaldi, suo luogotenente a Salerno, aveva subìto nel supercarcere di Trani, ad opera del Barra.
Giovanni Pandico, altro superpentito della NCO, dichiarò che Serra aveva già tentato il suicidio e che, all'interno del carcere, aveva più volte annunciato le sue intenzioni, chiedendo di essere trasferito in un carcere per lui più sicuro. Pandico dichiarò anche che alcuni agenti di custodia erano in combutta con Cutolo, il quale aveva emesso una sentenza di morte nei riguardi di Serra.
Salvatore Serra fu intervistato dal noto giornalista Joe Marrazzo, nell'ambito di un servizio sulla camorra, per la trasmissione televisiva Dossier. A Marrazzo, Serra dichiarò che avevano già tentato di ucciderlo nel carcere di Capraia e che, nonostante avesse fatto presente i suoi timori anche al suo avvocato Marcello Torre (morto ammazzato), nulla era stato fatto per dirimere la situazione e nessun giudice si era realmente interessato al suo caso.
Dopo la sua morte fu Giuseppe Olivieri, suo ex braccio destro, ad ereditarne il potere criminale.